# Podocyste (Nesseltiere)
Der Begriff Podocyste (von griechisch πούς,  Genitiv: ποδός poús, podos „Fuß“ und κύστις kystis „Blase“) bezeichnet innerhalb der Nesseltiere (Cnidaria) ein unregelmäßig geformtes, linsenförmiges Dauerstadium, das der Polyp unter seiner Fußscheibe bildet. Die Podocyste enthält embryonale Zellen, die von einer Peridermhülle umgeben sind. Der zentrale Teil der Zellen sind mit dotterähnlichen Substanzen angereichert. Stirbt der Polyp ab, oder verändert seinen Standort kann später aus der Podocyste wieder ein neuer Polyp ausschlüpfen. Der Weg, den der Polyp zurücklegt, kann aufgrund der zurückgelassenen Podocysten, bzw. der Podocystenhüllen rekonstruiert werden. Podocysten sind in erster Linie Dauerstadien, die bei Chrysaora quinquecirrha bis zu zwei Jahre ruhen können. Die Podocystenbildung ist auch eine Form der ungeschlechtlichen Vermehrung. Ein Polyp von Rhopilema nomadica produzierte innerhalb von zwei Monaten, allerdings unter Laborbedingungen, 14 Podocysten. Bei dieser Art scheint die Knospung, eine andere häufige Form der ungeschlechtlichen Vermehrung bei Nesseltieren dagegen eher selten zu sein. Vermutlich trägt die "Massenproduktion" von Podocysten zur Massenvermehrung ("Blüten") von manchen Arten bei.
Die Zysten, die von bei einigen Arten (z. B. Catostylus mosaicus) durch die freien Spitzen von Stolonen ohne die direkte Einwirkung des Polypen direkt auf der Oberfläche produziert werden, werden von manchen Autoren ebenfalls als Podocysten bezeichnet. Allerdings ist unklar, ob diese Strukturen tatsächlich homolog sind mit den "echten" Podocysten, die durch die Fußscheibe des Polypen produziert werden.